# 北信太駅
北信太駅（きたしのだえき）は、大阪府和泉市太町（たいちょう）にある、西日本旅客鉄道（JR西日本）阪和線の駅である。駅番号はJR-R35。

## 歴史
- 1932年（昭和7年）
  - 1月7日：阪和電気鉄道が鳳駅 - 信太山停留場（現在の信太山駅）間に駅新設届提出[1]
  - 2月2日：葛葉稲荷停留場（くずのはいなりていりゅうじょう）として開業[1]。
  - 月日不明：阪和葛葉停留場（はんわくずのはていりゅうじょう）に改称[2]。
- 1934年（昭和9年）9月29日：売店増築願届出[3]。
- 1937年（昭和12年）上半期：裏改札口新設[4]。
- 1940年（昭和15年）12月1日：南海鉄道に吸収合併され、南海山手線の停留場となる[5]。
- 1941年（昭和16年）8月1日：葛葉稲荷停留場（くずのはいなりていりゅうじょう）に改称[6]。
- 1944年（昭和19年）5月1日：戦時買収により国有化され、運輸通信省（国鉄）阪和線所属となる[5][7]。同時に駅に昇格し北信太駅に改称[7]。
- 1984年（昭和59年）2月1日：荷物扱い廃止[7]。
- 1987年（昭和62年）4月1日：国鉄分割民営化により、西日本旅客鉄道（JR西日本）の駅となる[5][7]。
- 1992年（平成4年）11月1日：みどりの窓口営業開始。
- 1993年（平成5年）7月1日：阪和線運行管理システム（初代）導入。
- 1998年（平成10年）5月27日：自動改札機を設置し、供用開始[8]。
- 2003年（平成15年）11月1日：ICカード「ICOCA」の利用が可能となる[9]。
- 2012年（平成24年）10月27日：西口に券売機とスロープが完成し運用開始。地下通路で東西が行き来できるようになった。
- 2013年（平成25年）9月28日：阪和線運行管理システムを2代目のものに更新。
- 2016年（平成28年）
  - 6月14日：みどりの窓口の営業を終了。
  - 6月15日：みどりの券売機プラスが稼働。
- 2018年（平成30年）3月17日：駅ナンバリングが導入され、使用を開始。

## 駅構造
相対式ホーム2面2線を持つ地上駅で、分岐器のない棒線駅の構造であるが、踏切長時間鳴動対策のために駅前後の信号機が絶対信号機に変更されたため、停留所ではない。有効長は6両編成分。
改札口は上下線共に和歌山寄りにあり、上下改札口・きっぷうりばは改札外地下道（自由通路）で結ばれているが改札内から行き来はできない。便所は東口改札外にあり、男女別の水洗式。2012年に障害者用トイレが併設された。
和泉府中駅が管理している直営駅である。ICカード「ICOCA」を利用することができる（相互利用可能ICカードはICOCAの項を参照）。

### のりば
| のりば | 路線   | 方向 | 行先                       |
| ------ | ------ | ---- | -------------------------- |
| 1      | 阪和線 | 下り | 熊取・関西空港・和歌山方面 |
| 2      | 阪和線 | 上り | 鳳・天王寺方面             |

## 利用状況
2023年（令和5年）度の一日平均乗車人員は5,021人である。高石市との市境から南すぐのところに位置するため、双方からの利用がある。
各年度の1日の平均乗車人員は以下の通りである。
| 年度               | 1日平均 乗車人員 | 出典          |
| ------------------ | ---------------- | ------------- |
| 1988年（昭和63年） | 8,262            | [ 大阪府 1 ]  |
| 1989年（平成元年） | 8,280            | [ 大阪府 1 ]  |
| 1990年（平成02年） | 8,519            | [ 大阪府 2 ]  |
| 1991年（平成03年） | 8,586            | [ 大阪府 3 ]  |
| 1992年（平成04年） | 8,536            | [ 大阪府 4 ]  |
| 1993年（平成05年） | 8,583            | [ 大阪府 5 ]  |
| 1994年（平成06年） | 8,485            | [ 大阪府 6 ]  |
| 1995年（平成07年） | 8,395            | [ 大阪府 7 ]  |
| 1996年（平成08年） | 8,387            | [ 大阪府 8 ]  |
| 1997年（平成09年） | 8,081            | [ 大阪府 9 ]  |
| 1998年（平成10年） | 7,798            | [ 大阪府 10 ] |
| 1999年（平成11年） | 7,416            | [ 大阪府 11 ] |
| 2000年（平成12年） | 7,211            | [ 大阪府 12 ] |
| 2001年（平成13年） | 7,018            | [ 大阪府 13 ] |
| 2002年（平成14年） | 6,724            | [ 大阪府 14 ] |
| 2003年（平成15年） | 6,700            | [ 大阪府 15 ] |
| 2004年（平成16年） | 6,596            | [ 大阪府 16 ] |
| 2005年（平成17年） | 6,527            | [ 大阪府 17 ] |
| 2006年（平成18年） | 6,509            | [ 大阪府 18 ] |
| 2007年（平成19年） | 6,417            | [ 大阪府 19 ] |
| 2008年（平成20年） | 6,332            | [ 大阪府 20 ] |
| 2009年（平成21年） | 6,106            | [ 大阪府 21 ] |
| 2010年（平成22年） | 6,174            | [ 大阪府 22 ] |
| 2011年（平成23年） | 6,200            | [ 大阪府 23 ] |
| 2012年（平成24年） | 6,212            | [ 大阪府 24 ] |
| 2013年（平成25年） | 6,273            | [ 大阪府 25 ] |
| 2014年（平成26年） | 6,137            | [ 大阪府 26 ] |
| 2015年（平成27年） | 6,320            | [ 大阪府 27 ] |
| 2016年（平成28年） | 6,256            | [ 大阪府 28 ] |
| 2017年（平成29年） | 6,177            | [ 大阪府 29 ] |
| 2018年（平成30年） | 6,164            | [ 大阪府 30 ] |
| 2019年（令和元年） | 6,150            | [ 大阪府 31 ] |
| 2020年（令和02年） | 4,986            | [ 大阪府 32 ] |
| 2021年（令和03年） | 4,986            | [ 大阪府 33 ] |
| 2022年（令和04年） | 5,134            | [ 大阪府 34 ] |
| 2023年（令和05年） | 5,021            | [ 大阪府 35 ] |

## 駅周辺

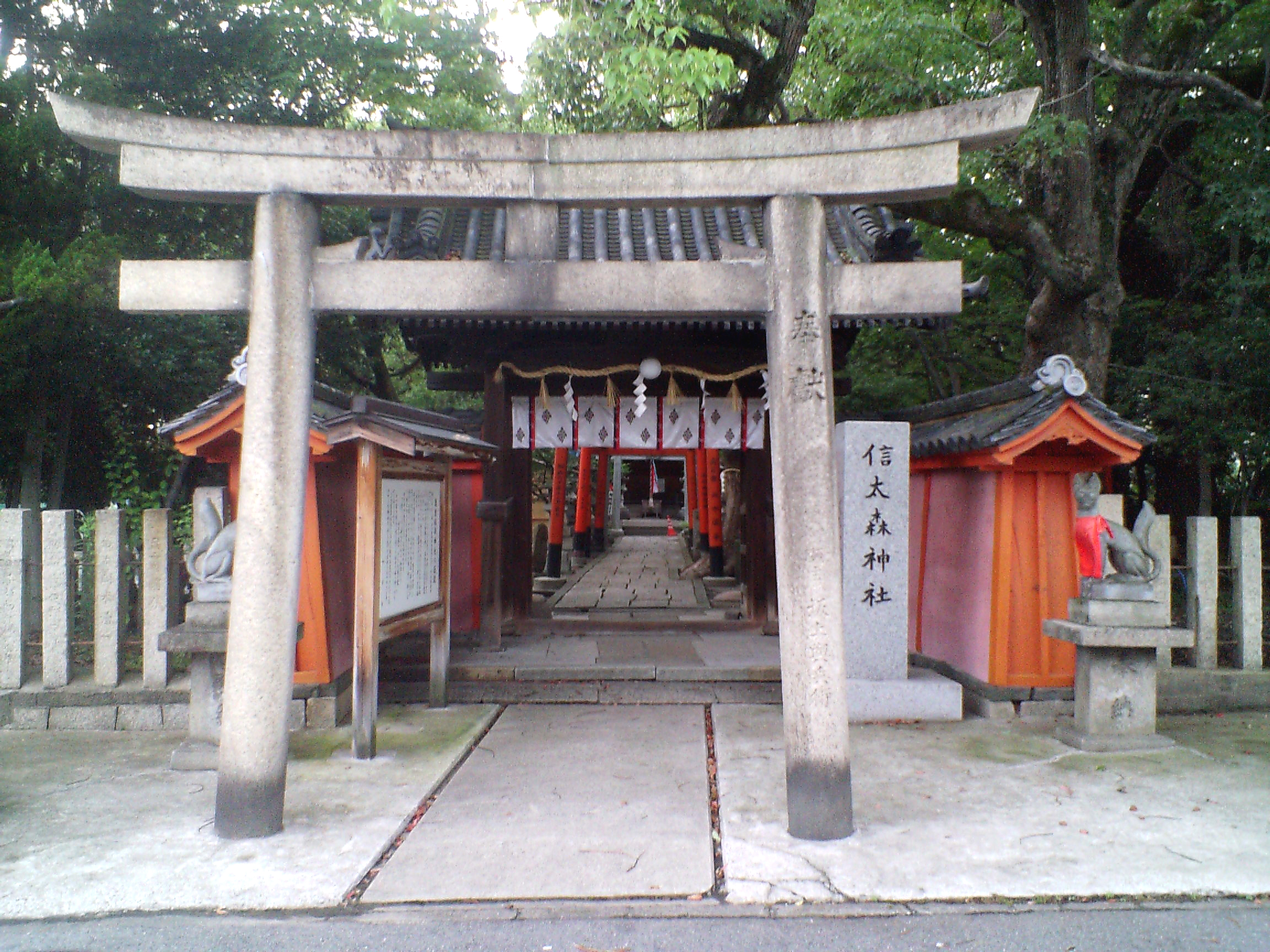
信太森葛葉稲荷神社 - 開業当初の駅名の由来となった神社。葛の葉伝説で知られる。駅西口から参道に沿って朱塗りの大鳥居が4基並び、駅東口には葛の葉の別れの場面を描いた絵画が掛けられている。
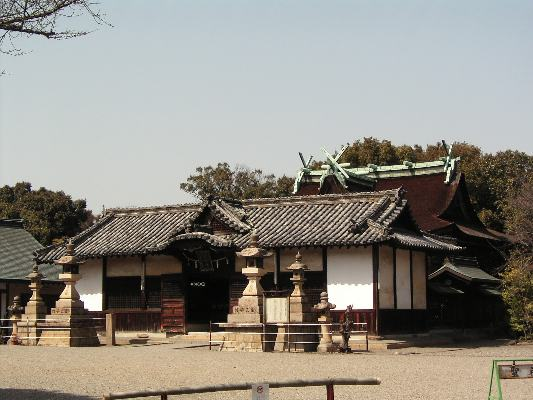
聖神社

- 聖神社 - 和泉国三宮
- 舊府神社
- 信太の森の鏡池史跡公園
- 信太貝吹山古墳
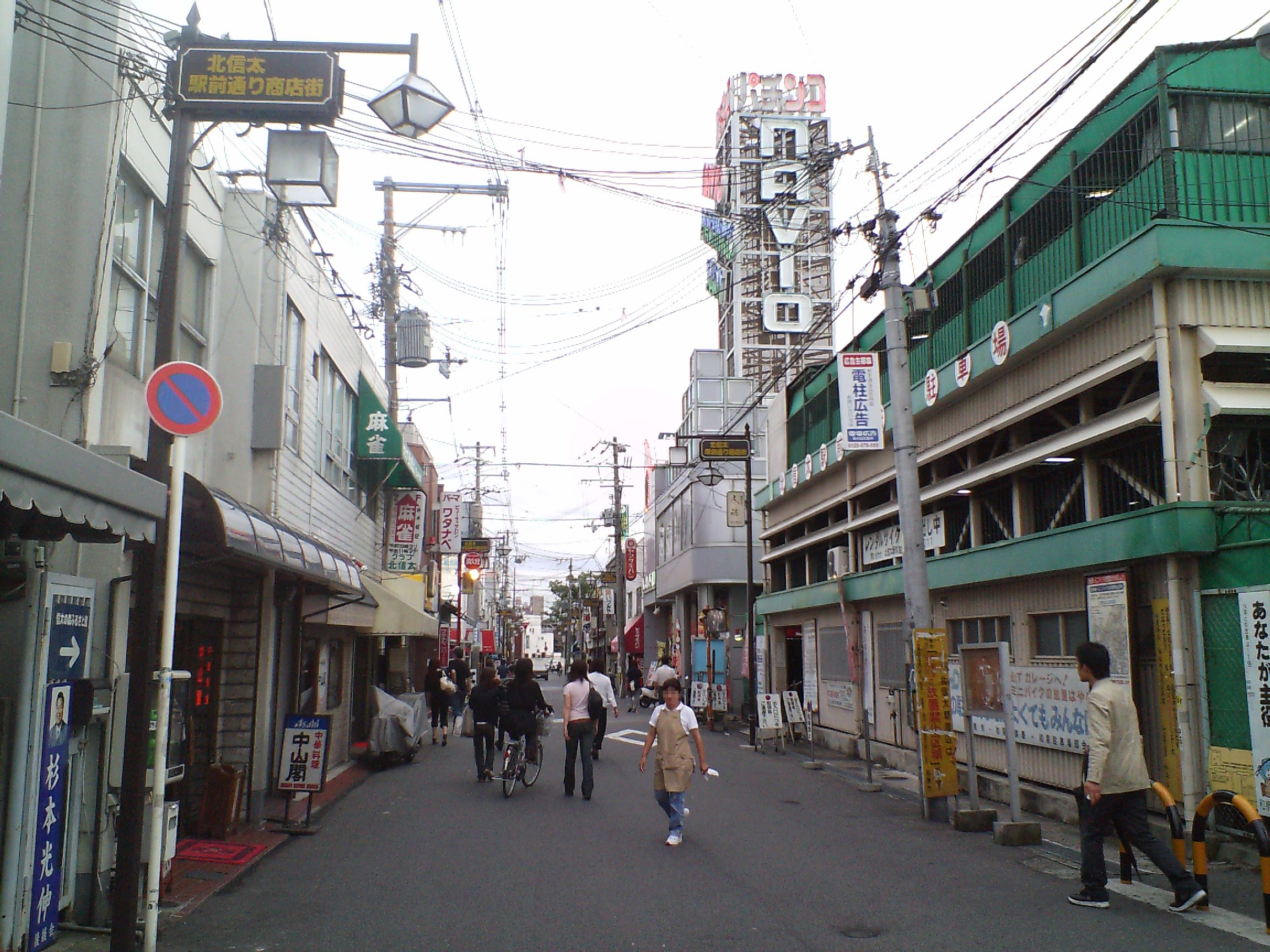
北信太駅前通り商店街
- 大阪府立信太高等学校
- 和泉市立信太中学校
- 和泉市立富秋中学校
- 和泉市立信太小学校
- 和泉市立鶴山台北小学校
- 高石市立清高小学校
- 日本郵便 和泉信太郵便局
- 大阪信用金庫 北信太支店
- エディオン泉大津店
- ドン・キホーテ和泉店
- 和泉市観光レンタサイクル
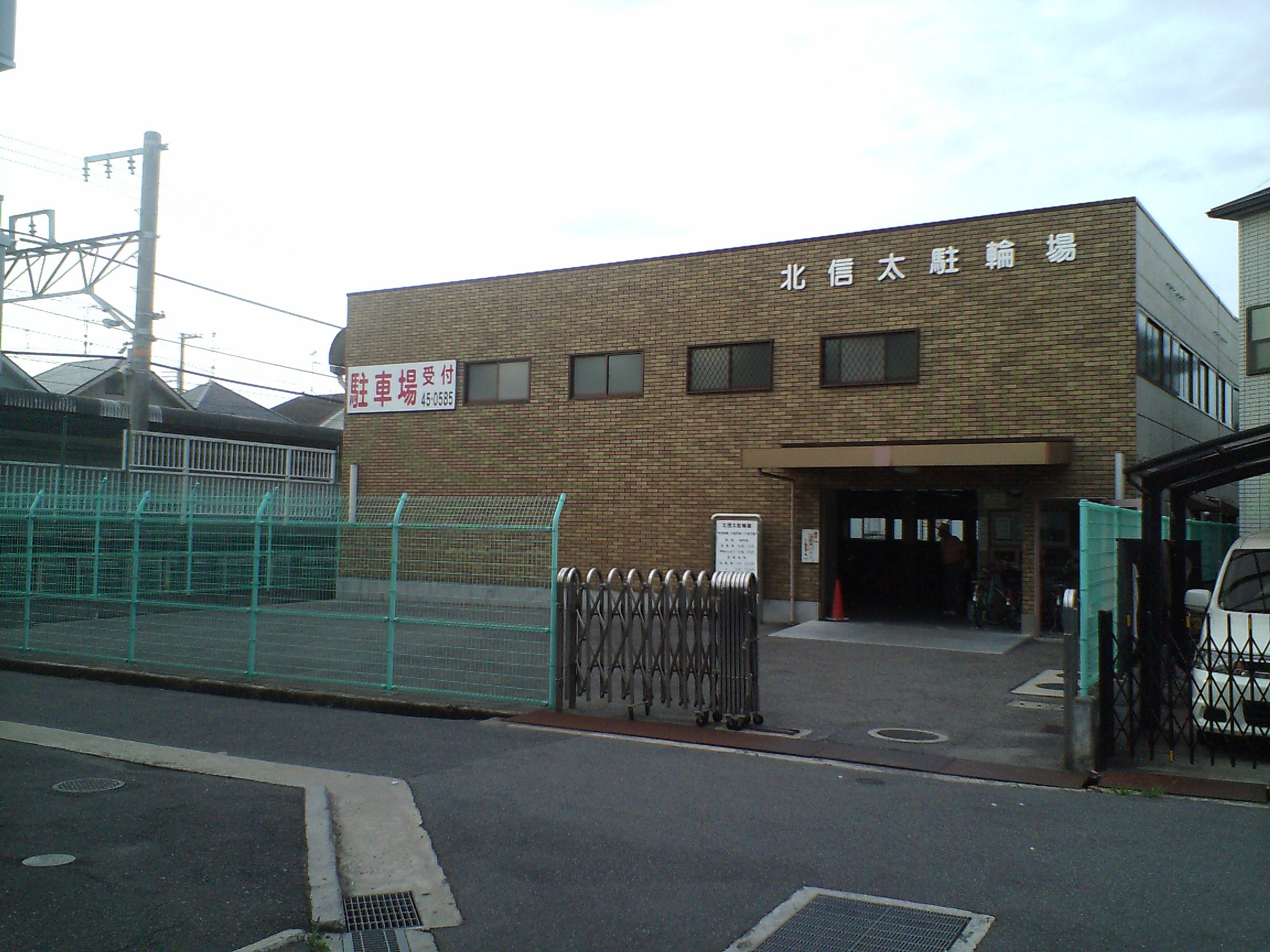
パークス北信太駅店
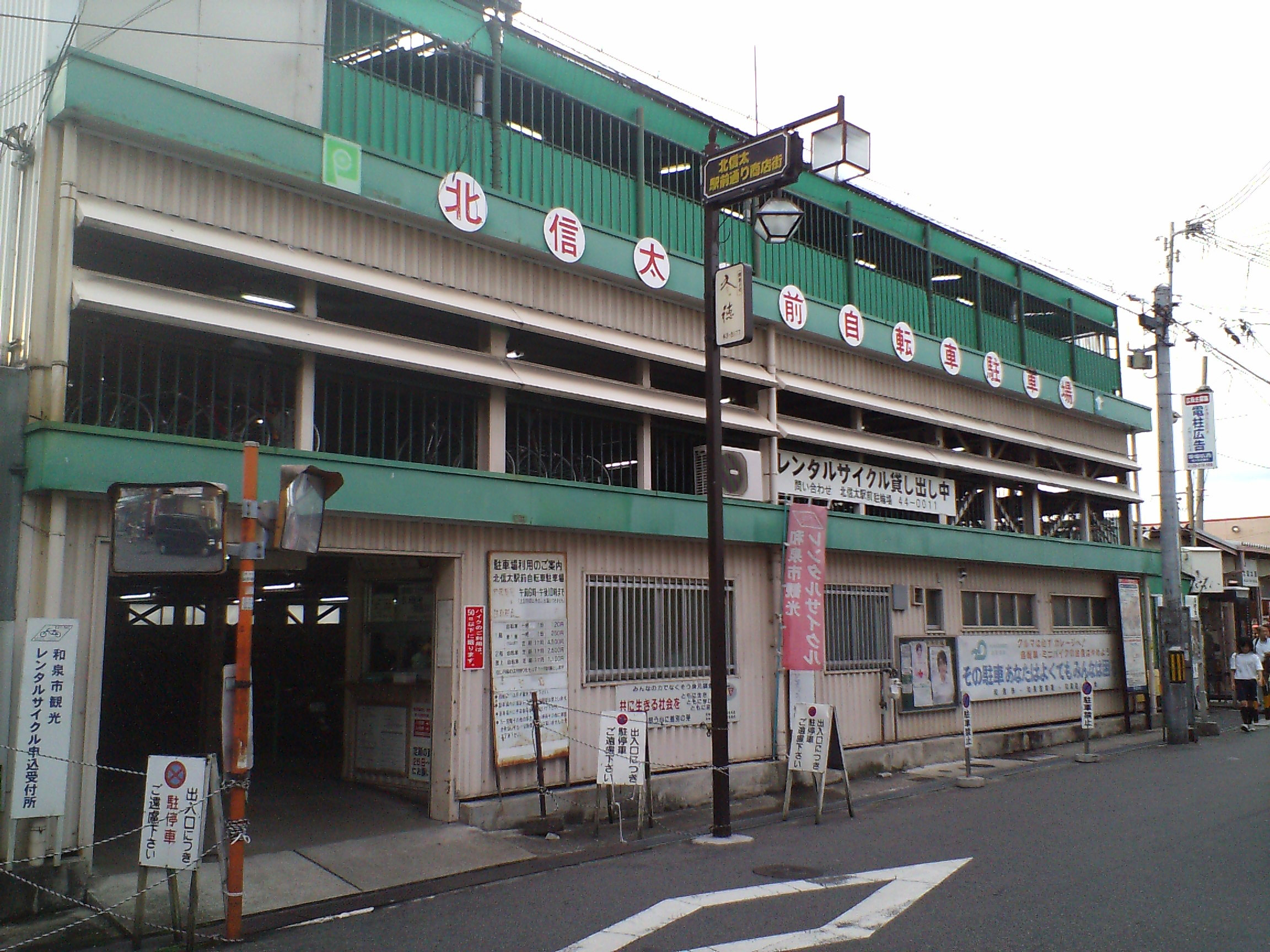
北信太前自転車駐車場

- でるぱちーの
- パークス鶴山台店

- 信太森葛葉稲荷神社
- 聖神社
- 北信太駅前通り商店街
- 北信太駅駐輪場
- 北信太前自転車駐車場

### バス路線
「北信太駅筋」停留所にて、南海バス（光明池営業所）の路線が発着する。
- 360系統：鶴山台回り
- 360C系統：鶴山台センター
- 361系統：和泉府中駅前

## 隣の駅
西日本旅客鉄道（JR西日本）
 阪和線
■関空快速・■紀州路快速・■快速・■直通快速
通過
■区間快速・■普通
富木駅 (JR-R34) - 北信太駅 (JR-R35) - 信太山駅 (JR-R36)

### 記事本文

### 利用状況
1. ↑  大阪府統計年鑑 - 大阪府

大阪府統計年鑑
1. 1 2  大阪府統計年鑑（平成2年） (PDF)
2. ↑  大阪府統計年鑑（平成3年） (PDF)
3. ↑  大阪府統計年鑑（平成4年） (PDF)
4. ↑  大阪府統計年鑑（平成5年） (PDF)
5. ↑  大阪府統計年鑑（平成6年） (PDF)
6. ↑  大阪府統計年鑑（平成7年） (PDF)
7. ↑  大阪府統計年鑑（平成8年） (PDF)
8. ↑  大阪府統計年鑑（平成9年） (PDF)
9. ↑  大阪府統計年鑑（平成10年） (PDF)
10. ↑  大阪府統計年鑑（平成11年） (PDF)
11. ↑  大阪府統計年鑑（平成12年） (PDF)
12. ↑  大阪府統計年鑑（平成13年） (PDF)
13. ↑  大阪府統計年鑑（平成14年） (PDF)
14. ↑  大阪府統計年鑑（平成15年） (PDF)
15. ↑  大阪府統計年鑑（平成16年） (PDF)
16. ↑  大阪府統計年鑑（平成17年） (PDF)
17. ↑  大阪府統計年鑑（平成18年） (PDF)
18. ↑  大阪府統計年鑑（平成19年） (PDF)
19. ↑  大阪府統計年鑑（平成20年） (PDF)
20. ↑  大阪府統計年鑑（平成21年） (PDF)
21. ↑  大阪府統計年鑑（平成22年） (PDF)
22. ↑  大阪府統計年鑑（平成23年） (PDF)
23. ↑  大阪府統計年鑑（平成24年） (PDF)
24. ↑  大阪府統計年鑑（平成25年） (PDF)
25. ↑  大阪府統計年鑑（平成26年） (PDF)
26. ↑  大阪府統計年鑑（平成27年） (PDF)
27. ↑  大阪府統計年鑑（平成28年） (PDF)
28. ↑  大阪府統計年鑑（平成29年） (PDF)
29. ↑  大阪府統計年鑑（平成30年） (PDF)
30. ↑  大阪府統計年鑑（令和元年） (PDF)
31. ↑  大阪府統計年鑑（令和2年） (PDF)
32. ↑  大阪府統計年鑑（令和3年） (PDF)
33. ↑  大阪府統計年鑑（令和4年） (PDF)
34. ↑  大阪府統計年鑑（令和5年） (PDF)
35. ↑  大阪府統計年鑑（令和6年） (PDF)